# Моряк Попай и Синдбад-мореход
Моряк Попай и Синдбад-мореход (англ. Popeye the Sailor Meets Sindbad the Sailor) — двухбарабанный короткометражный анимационный мультфильм 1936 года, основанный на серии фильмов Popeye Color Specials, произведен в цвете Техниколор и выпущен в прокат 27 ноября 1936 года компанией Paramount Pictures. Был спродюсирован Максом Флейшером для Fleischer Studios и срежиссирован Дэйвом Фляйшером. Заглавная музыкальная композиция была создана Сэмми Тимбергом, а слова написаны Бобом Ротбергом. В озвучивании приняли участие Джек Мерсер в роли Попая, Гас Уики в роли Синдбада-морехода, Мэй Куэстел в роли Олив Ойл и Лу Фляйшер в роли Дж. Веллингтон Вимпи.
В 2004 году фильм был выбран Библиотекой Конгресса для сохранения в Национальном реестре фильмовов США, как «культурно, исторически или эстетически значимый».

## Сюжет
Синдбад-мореход (персонаж задуман как альтернативная версия старого заклятого врага Попая по имени Блуто) живёт на острове, где хранит множество существ, пойманных им во время своих приключений, где в песне он провозглашает себя величайшим моряком, искателем приключений и любовником в мире и «самым замечательным, необыкновенным человеком». Попай непреднамеренно оспаривает это утверждение, когда он поёт свою обычную песню, проплывая в пределах слышимости острова Синдбада со своей девушкой Олив Ойл с другом Дж. Веллингтоном Вимпи на борту.
Синдбад приказывает своей огромной птице Рух похитить Олив Ойл и разрушить корабль Попая, заставив его и Вимпи доплыть до берега. Синдбад с удовольствием делает Олив своей трофейной женой, но его планы нарушает прибытие Попая. Затем Синдбад бросает вызов одноглазому моряку, преодолевая ряд препятствий, чтобы доказать своё величие, включая борьбу с Рухом, двуглавым гигантом по имени Бул (очевидная пародийная отсылка к фильму «Три балбеса») и самим Синдбадом. Попай быстро расправляется с птицей и гигантом, но Синдбад почти берёт над ним верх, пока Попай не достаёт банку шпината, что даёт ему возможность решительно победить Синдбада и провозгласить себя «самым замечательным, необыкновенным парнем».
В юмористической сцене показано, как Вимпи, любящий гамбургеры, гонится по острову за уткой на намереваясь перемолоть её с помощью мясорубки, намереваясь, чтобы поджарить для своего любимого блюда, но утка не только убегает, но и выхватывает последний бургер Вимпи в отместку, когда он сдаётся.

## Производство
Это первый из трёх специальных выпусков «Popeye Color Specials». Другие два эпизода: Попай-моряк встречает Али-бабу и 40 разбойников и Аладдин и его чудесная лампа (все эпизоды адаптированы из Тысячи и одной ночи). Во многих сценах этого короткометражного фильма использована многоплановая камера Флейшера. «Стереоптический процесс» или «Столешница с подставкой», которая использовала смоделированные декорации для создания 3D-фонов для мультфильма.

## Выпуск и приём
Эта короткометражка стала первой из трёх «Color Specials», длительностью более шестнадцати минут каждая, заявленных как «A Popeye Feature». Это был первый цветной мультфильм о Попае. «Моряк Попай и Синдбад-мореход» был номинирован в 1936 году на кинопремию Оскар в категории Лучший короткий сюжет: Мультфильмы, но уступило фильму Уолта Диснея — Деревенский кузен из мультипликационного сериала Silly Symphonies. Кадры из этой короткометражки позже были использованы в мультфильме 1952 года «Попай» мультфильма «Big Bad Sindbad» созданный студией Famous Studios, в котором Попай рассказывает историю о встрече с Синдбадом своим трём племянникам.
«Popeye Color Specials» является общественным достоянием и широко доступны на домашнем видео и DVD-дисках, часто переведённые с отпечатков более низкого качества. Полностью отреставрированная версия с оригинальными открывающими и закрывающими титрами доступна в DVD-наборе «Popeye the Sailor: 1933—1938, Volume 1» от студии «Warner Bros».
Продюсер и художник по спецэффектам Рэй Харрихаузен в своей книге «Альбом фантастических фильмов» заявил, что «Моряк Попай и Синдбад-мореход» оказал большое влияние на создание его фильма «Седьмое путешествие Синдбада».
В 1994 году фильм занял 17 место в списке «50 величайших мультфильмов» всех времён и народов, по мнению представителей анимационной индустрии, и занимает самое высокое место среди мультфильмов Флейшера. В 2004 году мультфильм был признан «культурно значимым» Библиотекой Конгресс и вошёл в Национальном реестре фильмовов США